# Hystaspes (vader van Darius)
Hystaspes (Grieks Ὑστάσπης, de Griekse verbastering van de Oudperzische naam Vishtaspa) was een Perzische prins uit het koningshuis der Achaemeniden. Hij staat bekend als de vader van koning Darius de Grote.
We weten dat Hystaspes lid was van een jonger deel van de Achaemenidische familie, maar veel meer is over hem niet bekend. Hij was een kleinzoon van Aryaramnes, een broer van de Perzische koning Cyrus I (640-600 v.Chr.) Zijn vader heette Arsanes, en hij had ook nog een broer, Pharnaces.
Volgens Herodotus was Hystaspes een Perzische legeraanvoerder en nam hij deel aan de veldtocht van Cyrus II tegen de Massageten, de veldtocht waarbij Cyrus het leven verloor.
Nadat koning Cambyses II in 522 v.Chr. kinderloos overleed, had dit een dynastieke crisis tot gevolg. De kwestie werd definitief geregeld doordat Hystaspes' zoon onder de naam Darius I tot wettige troonopvolger werd uitgeroepen.